# ملکار
ملکار، روستایی است از توابع بخش مرکزی شهرستان نوشهر در استان مازندران ایران.

## جمعیت
این روستا در دهستان بلده کجور قرار دارد و براساس سرشماری مرکز آمار ایران در سال ۱۳۸۵، جمعیت آن ۹۵۰ نفر (۲۳۸خانوار) بوده‌است. مردم  ملکار از قومیت طبری هستند. مردم  ملکار به زبان طبری با گویش کجوری سخن می‌گویند.